# Pył wulkaniczny

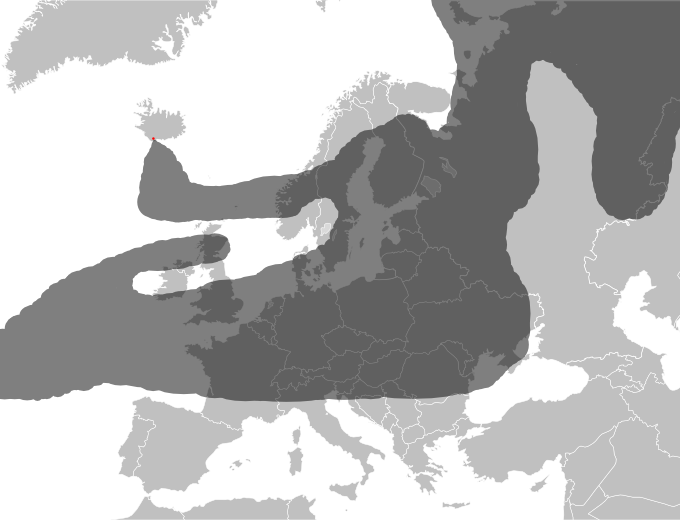
Zasięg pyłu wulkanicznego nad Europą – 17 kwietnia 2010 po wybuchu wulkanu Eyjafjöll

Pył wulkaniczny – najdrobniejszy składnik popiołów wulkanicznych i jednocześnie najdrobniejszy materiał piroklastyczny o średnicy ziarenek do 0,05 mm. Charakteryzuje się tym, że może długo unosić się w powietrzu (w sprzyjających warunkach nawet przez kilka lat) i rozprzestrzeniać na wielkie odległości (praktycznie w dowolne zakątki kuli ziemskiej).